# Бібліотека Єльського університету
Бібліоте́ка Є́льського університе́ту —  бібліотечний комплекс на території  Єльського університету, що за кількістю фондів є другою університетською бібліотекою в  Північній Америці  (після  Гарварду ).
Фонди бібліотеки складають приблизно 12,5 млн томів, які зберігаються в 20 будівлях . Найбільша бібліотека, що входить у комплекс, — Меморіальна бібліотека Стерлінга (Sterling Memorial Library) — містить 4 млн праць з гуманітарних та суспільних наук.  Бібліотека Бейнеке містить близько 500 тисяч рідкісних книг і кілька мільйонів рукописів. Деякі філії бібліотеки розташовані за межами кампуса в  Нью-Хейвені. У структуру бібліотеки Єльського університету, зокрема, входить Бібліотека Льюїс — Волпол (Lewis Walpole Library) в м. Фармінгтон, штат Коннектикут, з її колекціями британських рукописів, книг, предметів образотворчого мистецтва, що відносяться до XVIII століття.
Останнім часом через проблеми з фінансуванням почала скорочуватися співпраця бібліотеки з видавництвами, що займаються безкоштовним наданням наукових публікацій. Зокрема, в 2007 році було припинено партнерство з BioMed Central, в 2010 році — з Public Library of Science.